# Hexakosioihexekontahexafobie

Číslo 666

Hexakosioihexekontahexafobie je chorobný strach z čísla 666. Toto číslo se vyskytuje v Apokalypse:
| „            | To číslo označuje člověka a je to číslo 666. | “ |
| — (Zj 13,18) |                                              |   |

Protože v hebrejštině i v řečtině se jako číslice užívala písmena, bylo snadné např. něčí jméno „sečíst“; zde se nejspíš jedná o Nerona.
Vznik této fobie umocňují nejrůznější filmy, které toto číslo zprofanovaly jako symbol veškerého zla. V praktickém životě se fobie projevuje např. odmítáním registračních značek s číslem 666, vírou v negativní vliv sídel s tímto číslem popisným či obavou, že dítě narozené 6. 6. 2006 bude vtělením ďábla.
Lidé trpící touto fobií jsou schopni vidět číslo 666 kdekoliv, např. podle biblického kódování ve zkratce WWW. „Příbuznou“ fobií je triskaidekafobie, chorobný strach z čísla 13.
Hexakosioihexekontahexafobie může vyvolat okamžitý intenzivní strach při kontaktu s číslem 666, což vede k příznakům, jako je zvýšená intenzita pocení, zrychlený srdeční tep, dušnost či pocit tlaku na hrudi. Jedinec s taktovými příznaky se obvykle snaží kontaktu s číslem 666 vyhnout. Známý je příklad z roku 1989, kdy si prezident USA Ronald Regan s chotí nechali změnit adresu nového bydlení ze 666 St. Cloud Road na 668 St. Cloud Road, kvůli strachu na takové adrese bydlet.